# Spongiidae
Gli Spongidi (Spongiidae (Gray, 1867)) sono una famiglia di spugne della classe Demospongiae (ordine Dictyoceratida).

## Tassonomia
La famiglia comprende i seguenti generi:
- Coscinoderma Carter, 1883
- Hippospongia Schulze, 1879 (sin.: Aphrodite, Ceratodendron)
- Hyattella Lendenfeld, 1888 (sin.: Luffariospongia, Trypespongia)
- Leiosella Lendenfeld, 1888
- Rhopaloeides Thompson, Murphy, Bergquist & Evans, 1987
- Spongia Linnaeus, 1759 (sin.: Ditela, Euspongia)